# Świerki Dolne
Świerki Dolne (niem. Nieder Königswalde) – przysiółek wsi Świerki w Polsce, położony w województwie dolnośląskim, w powiecie kłodzkim, w gminie Nowa Ruda.

## Położenie
Świerki Dolne położone są w Sudetach Środkowych między Wzgórzami Włodzickimi a Wzgórzami Wyrębińskimi, w wąskiej dolinie rzeki Włodzica, na wysokości około 520–540 m n.p.m.

## Podział administracyjny
W latach 1975–1998 przysiółek administracyjnie należał do województwa wałbrzyskiego.

## Historia
Nie wiadomo kiedy dokładnie powstały Świerki Dolne. Miejscowość rozwinęła się dopiero po 1880 roku, po przeprowadzeniu linii kolejowej z Kłodzka do Wałbrzycha i wybudowaniu tu stacji. W przeszłości istniało tutaj znacznie więcej domów położonych wzdłuż drogi prowadzącej północno-wschodnim podnóżem Świerkowej Kopy, do Świerków Kłodzkich. W latach 70. XX wieku zmodernizowano szosę i wybudowano nowy wiadukt nad linią kolejową. W 1978 roku było tu 28 gospodarstw rolnych, w 1995 roku ich liczba spadła do poniżej 15.

## Komunikacja
Przez Świerki Dolne przebiega droga wojewódzka nr 381 Wałbrzych – Nowa Ruda – Kłodzko oraz linia kolejowa nr 286 łącząca Kłodzko Główne i Wałbrzych Główny, na której znajduje się przystanek kolejowy Świerki Dolne.

## Zabytki
W Świekrach Dolnych znajdują się następujące zabytki:
- murowany budynek stacji kolejowej pochodzący z początku XX wieku,
- trzyprzęsłowy wiadukt kolejowy o konstrukcji kratownicowej pochodzący z początku XX wieku,
- kamienne krzyże przydrożne pochodzące z XIX wieku.

## Szlaki turystyczne
- Kościelec – Góra Wszystkich Świętych – Góra Świętej Anny  – Przełęcz pod Krępcem – Nowa Ruda – Włodzicka Góra – Świerki Dolne – Kompleks Gontowa – Sokolec – Schronisko Sowa – Wielka Sowa
- Świerki Dolne – Rozdroże pod Włodzicką Górą – Świerki – Granicznik – Rozdroże pod Słoneczną Kopą
- Świerki Dolne – Sierpnica – Kompleks Osówka[6]